# Los del Tre
Los del Trè is een Belgisch akoestisch gitaartrio, dat Zuid-Amerikaanse en Spaanse muziek speelt. De drie leden leerden elkaar kennen aan het Koninklijk Conservatorium Brussel

## Discografie
- 2011 Rumba
- 2014 Feria[1]